# Sambiresik
Sambiresik is een bestuurslaag in het regentschap Kediri van de provincie Oost-Java, Indonesië. Sambiresik telt 3533 inwoners (volkstelling 2010).